# Караев, Фарадж Кара оглы
Фарадж Кара́ оглы Кара́ев (азерб. Fərəc Qara oğlu Qarayev; 19 декабря 1943, Баку) — российско-азербайджанский композитор и педагог, профессор, сын азербайджанского композитора Кара Караева, профессор Московской консерватории им. П. И. Чайковского. Народный артист Азербайджана (2018). Заслуженный артист Российской Федерации (2025).

## Биография
- В 1966 году с отличием закончил Азербайджанскую государственную консерваторию им. Уз. Гаджибекова по классу композиции своего отца, профессора Кара Караева, в 1971 у него же — аспирантуру.
- С 1966 по 2003 год преподавал композицию, инструментовку и полифонию в Азербайджанской государственной консерватории (с 1991 — Бакинская музыкальная академия), с 1994 года — профессор.
- С 1991 года живёт в Баку и Москве. С 1999 г. — профессор кафедры теории музыки Московской государственной консерватории им. П. И. Чайковского, преподаёт курс инструментовки и (в отдельные учебные годы) — инструментоведения.
- С 2003 года — профессор кафедры композиции Казанской государственной консерватории им. Н. Жиганова.
- В 1994—1996 гг. вице-президент московской Ассоциации современной музыки (АСМ).
- С 1995 года президент Общества современной музыки Yeni Musiqi, основанного им в Баку.
- В 1980—1994 гг. художественный руководитель ВаКаRА-ENSEMBLE (Баку).
- В 1991—1992 гг. — стипендиат культурного фонда А. Круппа (Эссен, Германия).
- 27 мая 2018 года распоряженем Президента Азербайджана Фараджу Караеву «За заслуги в развитии азербайджанской культуры» было присвоено почетное звание Народный артист Азербайджанской Республики[1].

## Произведения

### Сочинения
- 1967 соната #2 для фортепиано
- 1967 concerto grosso памяти А. Веберна для камерного оркестра
- 1969 «Тени Кобыстана», балет
- 1971 «Калейдоскоп», балет
- 1974 концерт для фортепиано и камерного оркестра
- 1976 соната для двух исполнителей
- 1978 journey to love моноопера
- 1980 tristessa II для двух оркестров
- 1982 tristessa I (прощальная симфония) для камерного оркестра
- 1982 я простился с Моцартом на Карловом мосту в Праге для оркестра
- 1983 ‘1791’ для оркестра
- 1983—1986 в ожидании… музыка для исполнения на театральной сцене
- 1984 іп memoriam… сюита для струнного квартета памяти А. Берга
- 1985 …a crumb of music for george crumb для инструментального ансамбля, посвящается Дж. Краму
- 1987 terminus для виолончели соло
- 1988 камерный концерт для пяти инструменталистов
- 1989 klänge einer traurigen nacht для инструментального ансамбля
- 1989 …alla ‘nostalgia’ камерный концерт памяти А. Тарковского
- 1990 четыре постлюдии для оркестра
- 1990 the (moz)art of elite постлюдия для оркестра
- 1990 постлюдия I для фортепиано
- 1990 постлюдия II для фортепиано, контрабаса и струнного квартета
- 1990 aus… три фрагмента для кларнета/бассетгорна/бас-кларнета и вибрафона/маримбы
- 1991 der stand der dinge для инструментального ансамбля
- 1991 musik für die stadt forst для двух фортепиано
- 1991 постлюдия III
- 1993 ist es genug?.. для ансамбля и магнитофонной записи
- 1993—1998 постлюдии IV—VII для различных инструментальных составов
- 1997 musik für jacqueline und peter для вибрафона/маримбы и фортепиано
- 1997 ‘…messeur bee line — eccentric’ для фортепиано
- 1997 xütbä, mugam ve sura для инструментального ансамбля
- 1998 5 stücke mit kanons v. arnold schönberg для инструментального ансамбля
- 1998 (k)ein kleines schauspiel для двух гитар и басовой флейты
- 1998 …a crumb of music for george crumb для инструментального ансамбля
- 1999 schöncheit — utopie? для гитары соло
- 2000 вы все ещё живы, господин министр?! для скрипки соло
- 2000 ton und verklärung для оркестра и магнитофонной записи
- 2001 verklärung und tod для оркестра и магнитофонной записи
- 2001 malheur me bat для голоса и гитары
- 2001 cancion de cuna для сопрано и ансамбля на слова Ф. Г. Лорки
- 2001 вы все ещё живы, господин министр??!! для ансамбля
- 2001 malheur me bat для двух хоров a cappella
- 2001 постлюдия VIII для кларнета, фортепиано и струнного квартета за сценой
- 2002 вавилонская башня для инструментального ансамбля
- 2002 посторонний маленький спектакль на слова и.ахметьева
- 2003 эстафета для ансамбля ударных
- 2003 malheur me bat для двух маримб и двух вибрафонов
- 2003 постлюдия IX для вибрафона/колокольчиков и органа
- 2003—2005 drei bagatellen для фортепиано соло и пяти (шести) инструментов
- 2003—2005 господин би лайн — эксцентрик или вы все ещё живы, господин министр???!!!
- 2003 для флейты и фортепиано / флейты, бас-кларнета и фортепиано
- 2004 постлюдия X für ensemble reconsil wien
- 2004 для фортепиано, кларнета и флейты, тромбона, скрипки и виолончели за сценой
- 2004 торжественные фанфары на открытие всемирных дней музыки в швейцарии
- 2004 для тромбона соло
- 2004 концерт для оркестра и скрипки соло
- 2004 постлюдия VIIIа для кларнета, фортепиано и скрипки и виолончели за сценой
- 2004 hommage à alexei lubimov. musique de claude debussy, poésie de stéphane mallarmé для ансамбля, посвящается А. Б. Любимову
- 2008 iп memoriam…, сюита. переложение для камерного оркестра
- 2009 vingt ans après — nostalgie…, концерт для оркестра
- 2010 schnell zu/g vergangenheit oder ist eine alte musik schon/auch k/eine musik?/!, для трех групп инструментов
- 2011 постлюдия VIIIb для кларнета, фортепиано и скрипки, альта и виолончели за сценой
- 2011 постлюдия XIдля фортепиано, струнного квартета и хора за сценой
- 2011 terminus II для шести виолончелей
- 2012 сказка сказок или вчерашнее завтра для инструментального ансамбля
- 2013 épitaphe à witold lutosławski для басовой флейты, контрабаса и струнного квартета
- 2013 концерт для оркестра и скрипки соло редакция для камерного оркестра
- 2014 der herr botschafter ist bereits nach jaffa abgereist для инструментального ансамбля
- 2015 постлюдия XII для фортепиано, вибрафона и струнного квартета за сценой
- 2015 last postlude — post… для фортепиано, вибрафона, контрабаса и струнного квартета за сценой

### Переложения сочинений других композиторов

#### для симфонического оркестра
- 2007 кара караев, соната для скрипки и фортепиано quasi uno concerto (концерт для скрипки с оркестром № 2)
- 2007 кара караев, ‘царскосельская статуя’ quasi una fantasia

#### для камерного оркестра
- 1998 кара караев, сонатина для фортепиано quasi una sonatina

#### для инструментального ансамбля
- 1991 александр скрябин, десятая соната
- 2004 аrnold schönberg, erwartung
- 2008 alban berg, концерт для скрипки с оркестром
- 2008 кара караев, концерт для скрипки с оркестром
- 2010 артур лурье, синтезы

## Дискография

### Грампластинки
- «Тени Кобыстана» — большой симфонический оркестр всесоюзного радио, дирижёр Рауф Абдуллаев
- «Соната для двух исполнителей» — Джахангир Караев, Акиф Абдуллаев
- «tristessa I» (прощальная симфония) — азербайджанский государственный академический симфонический оркестр им. Уз. Гаджибекова,

дирижёр Рауф Абдуллаев
- «1791» — камерный оркестр оперной студии азербайджанской государственной консерватории, дирижёр Рауф Абдуллаев
- «…a crumb of music for george crumb» — ансамбль солистов азербайджанского государственного симфонического оркестра им. Уз. Гаджибекова, дирижёр Рауф Абдуллаев

### Компакт-диски
- «an introduction to faradj karajev», «…a crumb of music for george crumb», «klänge einer traurugen nacht», постлюдия II, постлюдия IV, студия новой музыки (москва), дирижёр Игорь Дронов[англ.], Марина Абдуллаева, Акиф Абдуллаев.
- «ensemble TaG. neue musik winterthur», «5 stücke mit kanons von a.schönberg», для кларнета/бас-кларнета, мандолины, гитары и струнного трио.
- «фарадж караев. nostalgia», (двойной CD), соната для двух исполнителей «alla „NOSTALGIA“», «1791» tristessa I, Джахангир Караев, Акиф Абдуллаев, БаКаРА-ансамбль, камерный оркестр оперной студии азгосконсерватории им. Уз. Гаджибекова, азербайджанский государственный симфонический оркестр им. Уз. Гаджибекова, дирижёр Рауф Абдуллаев.
- «пифийские игры 2002—2005. избранное», (двойной CD), посторонний eNsemble института pro arte (Санкт-Петербург), дирижёр Фёдор Леднёв, запись с концерта.

## Фильмография
- «Жил-был» (1967)
- «Гойя, или Тяжкий путь познания» (1971)
- Время не ждёт (1975)
- «Третья сторона пластинки» (1996, реж. Э. Мусаоглу, Р. Гашимов)

## Исполнители
Сочинения Ф. Караева исполняются на фестивалях и концертах в странах СНГ, Европы, Южной Америки, в США и Японии. Среди исполнителей его сочинений — дирижёры Геннадий Рождественский, Василий Синайский, Александр Лазарев, Максим Шостакович (СССР/Россия), Рауф Абдуллаев (Азербайджан), Инго Мецмахер (Германия), Рейнберт де Леув и Эд Спаньярд (Голландия), Ансамбль солистов оркестра Большого театра (Москва), «Студия Новой Музыки» (Москва), Ensemble Modern (Франкфурт-на-Майне, Германия), Nieuw Ensemble и Schoenberg Ensemble (Амстердам, Голландия), Quatuor Danel (Франция), Continuum (Нью-Йорк, США) и др.

## Память об отце
В семье Караевых не делали культа из дней рождения. Фарадж Караев в день рождения отца всегда бывает в Баку. В этот день рано утром он вместе с близкими друзьями посещает могилу отца на Аллее почетного захоронения. Цветов, правда, с собой никогда не берет, поскольку Кара Караев их не любил.

## Музыкально-организаторская деятельность
В 1986, 1988 и 1990 годах, усилиями Фараджа Караева, совместно с композитором Олегом Фельзером и дирижёром Рауфом Абдуллаевым в Баку были проведены три фестиваля музыки XX века имени Кара Караева. После перерыва, с 2011 года Фарадж Караев является художественным руководителем возобновленного музыкального форума — международного фестиваля современной музыки имени Кара Караева.
Художественный руководитель стартовавшего в 2008 году проекта министерства культуры Азербайджана «Лицом к лицу со временем» («Zamanla üz-üzə»).

## Награды
- Заслуженный артист Российской Федерации (31 июля 2025 года) — за большой вклад в развитие отечественной культуры и искусства, многолетнюю плодотворную деятельность[4].
- Народный артист Азербайджана (27 мая 2018 года) — за заслуги в развитии азербайджанской культуры[5].
- Заслуженный деятель искусств Азербайджанской ССР (1982 год).
- Премия «Хумай» (1999 год).
- Персональная пенсия Президента Азербайджанской Республики (10 мая 2022 года) — за заслуги в развитии азербайджанской культуры[6].